# 猿若清方 (初代)
初代 猿若 清方（しょだい さるわか きよかた、1915年（大正4年）- 2003年（平成15年））は、日本舞踊家、振付師、俳優、脚本家。江戸時代以来途絶えていた舞踊である猿若流を復興した。本名、堀越実。

## 来歴
大正4年、東京・亀戸生まれ。新内の太夫だった父の影響で4歳から坂東三寿次に師事し日本舞踊を習う。11歳より初代花柳輔三郎の内弟子となり、花柳輔五郎を名乗った。
1941年（昭和16年）に当時の花柳流家元である二代目花柳壽輔の許しを得て花柳流を辞し、猿若舞雀（さるわか ぶじゃく、舞雀は初代傳九郎の俳名）を名乗り、江戸時代以来途絶えていた猿若流を復興させ七世家元となった。
1947年（昭和22年）に清方と改名。1981年（昭和56年）長男である清三郎に家元を譲った。
テレビや映画の指導も積極的に行い、自らも時代劇に出演したほか、作詞や脚本も手掛けた。子は八世家元の猿若清三郎（二代目猿若清方）、孫（清三郎の子）は九世家元の猿若清三郎。

## 役職歴
- 1976年～1984年 - 全日本舞踊連合 理事
- 1985年～1996年 - 同理事長
- 1955年～2003年 - 社団法人日本舞踊協会 理事・常任理事
- 1983年～2003年 - 社団法人日本芸能実演家協議会 理事

## 受賞歴
- 1958年（昭和33年） - 芸術祭奨励賞
- 1977年（昭和52年） - 紫綬褒章
- 1979円（昭和54年） - 東京新聞制定舞踊芸術賞
- 1990年（平成2年） - 勲四等旭日小綬章
- 2001年（平成13年） - 第22回松尾芸能賞特別賞

## 作品
脚本
- 映画『座頭市牢破り』（1967年） - 脚本
- 映画『座頭市喧嘩太鼓』（1968年） - 脚本

振付・日本舞踊指導
- 映画『忠臣蔵_花の巻・雪の巻』（1962年） - 振付
- 映画『吉原炎上』（1987年） - 振付・吉原芸能監修

出演
- 映画『あげまん』（1990年） - 踊りの師匠 役